# Nemico pubblico (singolo)
Nemico pubblico è il terzo singolo del rapper italiano Noyz Narcos, estratto dal suo terzo album solista chiamato Guilty.

## Video musicale
Il videoclip girato a Roma parla di un serial killer che uccide Metal Carter e Duke Montana poi entra nello studio di registrazione dove uccide N-drew, Fuzzy e infine Noyz Narcos che stava cantando. Il regista e ideatore di questo video è Giuseppe Furcolo lo stesso che nove anni prima era stato il regista del video di Noyz e Metal Carter Malasorte.